# Ёёги (станция)

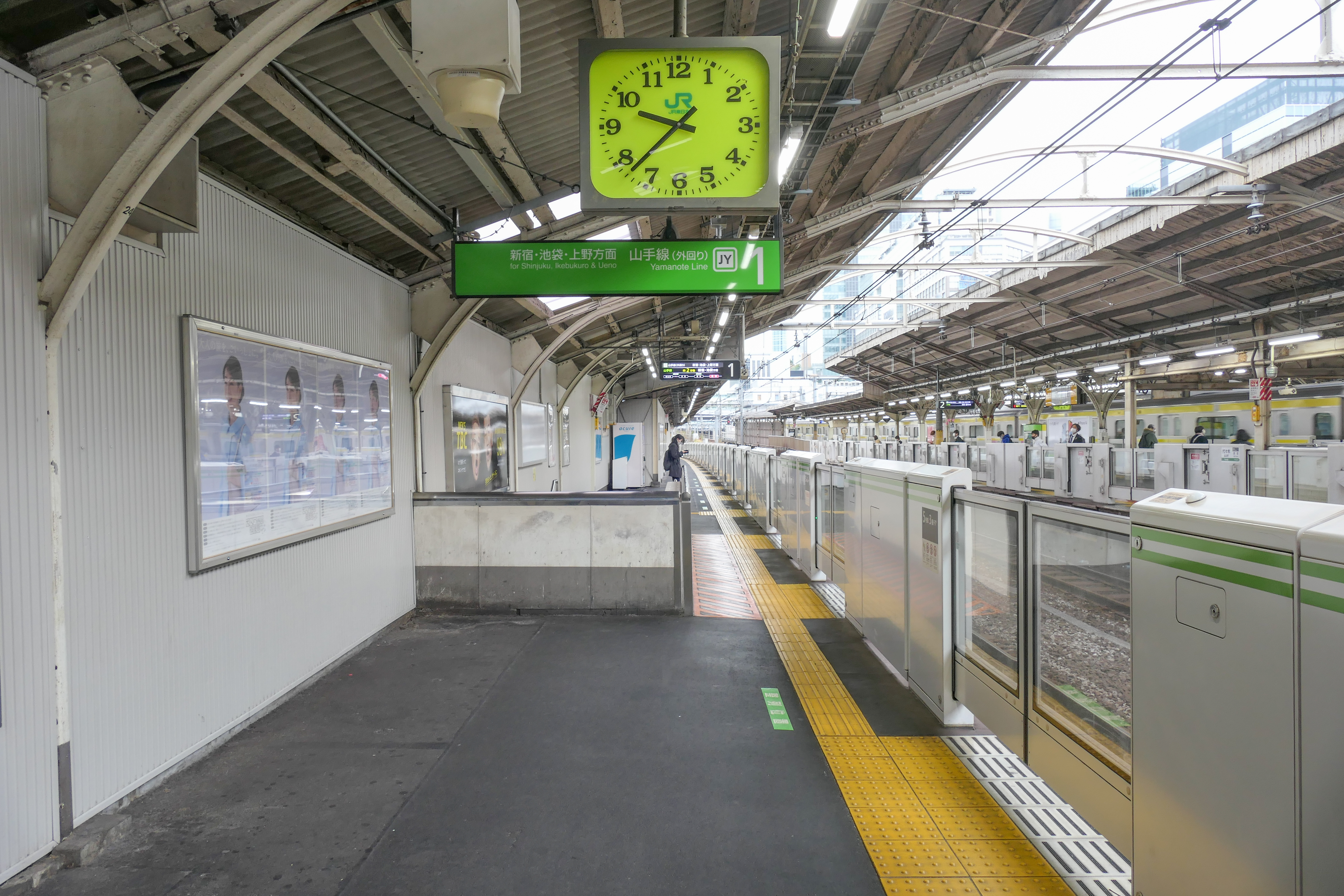
Платформа №1 линии Яманотэ.

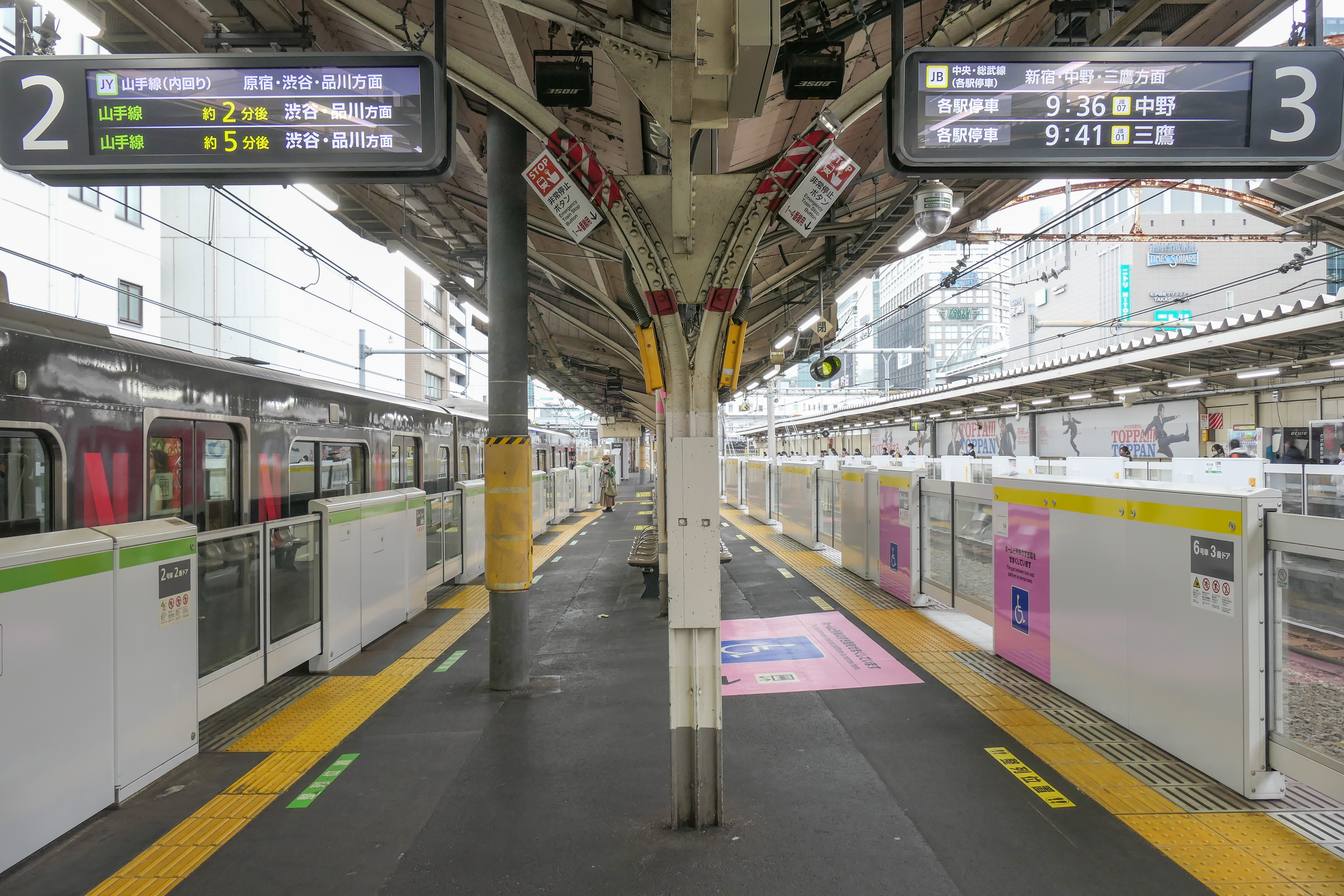
Платформы №2 и №3 линий Яманотэ и Тюо-Собу.

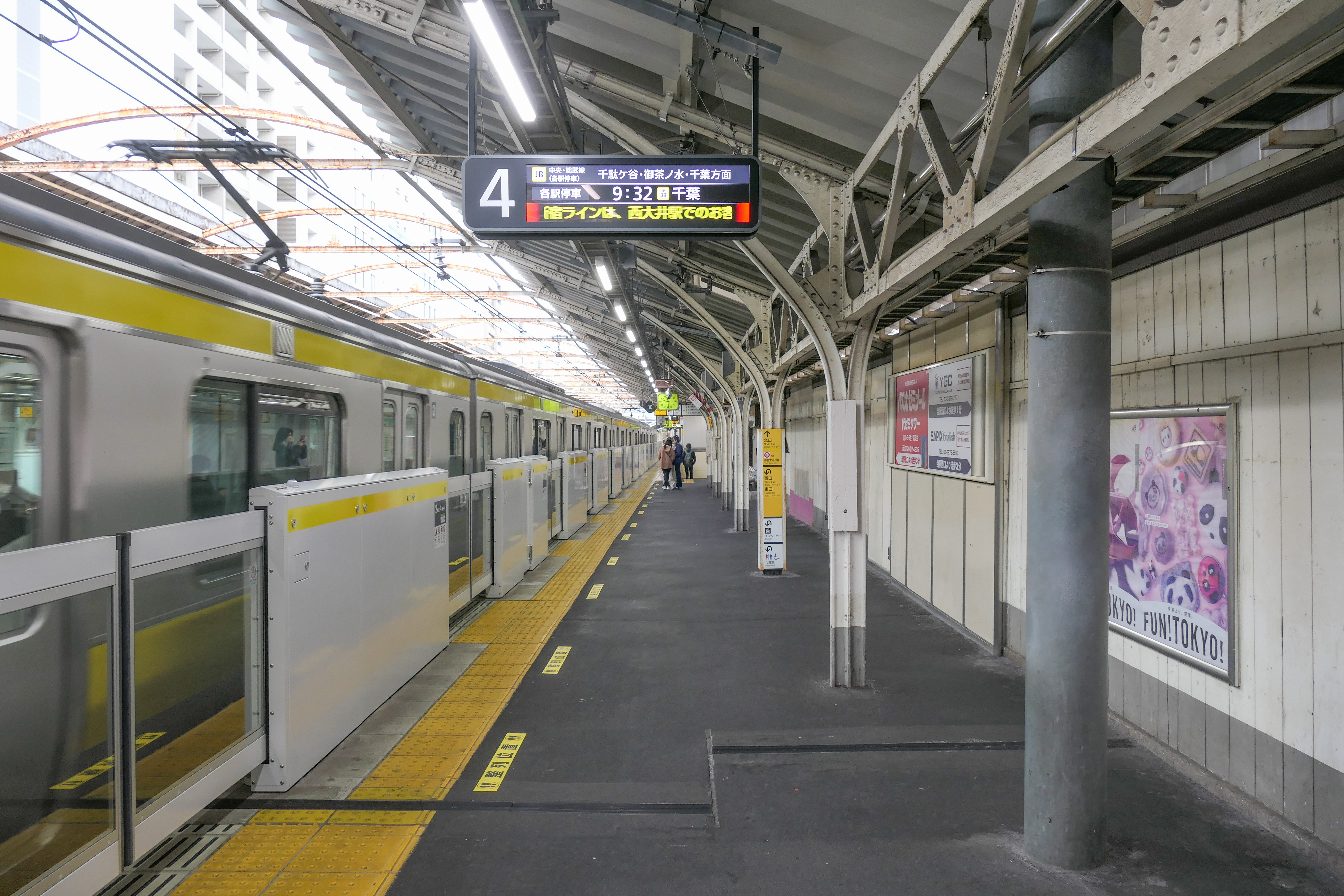
Платформа №4 линии Тюо-Собу.

Ёёги (яп. 代々木駅 ёёги эки) — железнодорожная станция в Японии, расположена на линиях Яманотэ, Тюо-Собу и Оэдо в специальном районе Сибуя в Токио. Станция обозначена номером E-26 на линии Оэдо.

## История
Станция была открыта 23 октября 1906 года на линии Тюо, на линии Оэдо открылась 20 апреля 2000 года. На станции установлены автоматические платформенные ворота.

## Планировка станции

### JR East
Станция JR East состоит из двух платформ бокового типа и одной платформы островного типа, всего 4 пути.
| 1 | ■ Линия Яманотэ  | Синдзюку ・ Икэбукуро ・ Уэно                      |
| 2 | ■ Линия Яманотэ  | Харадзюку ・ Сибуя ・ Синагава                     |
| 3 | ■ Линия Тюо-Собу | Синдзюку ・ Накано ・ Митака ・ Такао              |
| 4 | ■ Линия Тюо-Собу | Отяномидзу ・ Кинситё ・ Цуданума ・ Тиба ・ Токио |

### Toei
Одна платформа островного типа и два пути.
| 1 | ○ Линия Оэдо | Роппонги, Даймон     |
| 2 | ○ Линия Оэдо | Тотёмаэ, Хикаригаока |

## Близлежащие станции
| «                |  | Линия          |  | »        |
| ---------------- |  | -------------- |  | -------- |
| Харадзюку        |  | Линия Яманотэ  |  | Синдзюку |
| Сэндагая         |  | Линия Тюо-Собу |  | Синдзюку |
| Кокурицу-Кёгидзё |  | Линия Оэдо     |  | Синдзюку |